# Cappella di San Giorgio dei Genovesi
La cappella di San Giorgio dei Genovesi era un luogo di culto di Sciacca eretto nel XVI secolo accanto alla chiesa di San Francesco d'Assisi. È stata demolita nel 1952 e i resti sono solo parzialmente visibili.

## Storia
La cappella venne fondata nel 1520 nell'area del monastero di San Francesco d'Assisi da mercanti genovesi che risiedevano a Sciacca. Si collocava all'angolo tra Via Figuli e via Agatocle, a nord della chiesa, fuori le mura e proprio di fronte a porta Bagni, nella zona delle fabbriche dei maiolicari saccensi, denominati "quartarari".
L'edificio venne demolito nel 1952 in un'operazione di speculazione edilizia e sul suo sedime fu costruito un edificio residenziale multipiano. Alcuni resti sono ancora visibili, parzialmente interrati.

## Descrizione
Si mostrava con tetto spiovente ad una falda, molto elegante nel prospetto cinquecentesco, con ricco portale in stile catalano e occhio a ghiere concentriche, sormontato da una slanciata finta finestra ogivale fiancheggiata da fascia con motivo ad archetti pensili.
La cappella era una testimonianza di rilevante valore artistico e architettonico del significativo ruolo assunto dalla comunità genovese a Sciacca dove, ancora oggi, una località porta il nome di San Giorgio. Le pareti interne erano decorate da maioliche rappresentanti alcune Storie della Bibbia, opera di un certo Maxierato. Questi manufatti furono salvati dalla distruzione e trasferiti presso l'istituto Statale d'Arte, dove ancora si trovano. L'unico altare della chiesa custodiva un pregevole dipinto di anonimo autore raffigurante San Giorgio e il drago, andato disperso. Nella chiesa, si trovavano inoltre le sepolture dei mercanti genovesi, la pietra tombale di un giovane di nome Francesco Russo, morto nel 1588, e il sarcofago del savonese Augusto Cunneo, morto nel 1572. Di quest'ultima opera e di altri frammenti di un sarcofago con lo stemma della famiglia Tagliavia, provenienti dall'attigua cappella di Santa Maria del Soccorso, si conservano ancora alcuni frammenti presso il già citato Istituto Statale d'Arte insieme con altri relativi a un sarcofago recante lo stemma dei Tagliavia.